# Erik Eriksen (homme politique)
Pour les articles homonymes, voir Erik Eriksen et Eriksen.
Erik Eriksen, né le 20 novembre 1902 à Brangstrup (Danemark) et mort le 7 octobre 1972 à Esbjerg (Danemark), est un homme politique danois. Membre du parti Venstre (qu'il préside), il est Premier ministre du Danemark entre 1950 et 1953.

## Biographie
Il fait des études au collège agricole Dalum. Il s'engage en politique et devient président de l'organisation des jeunes du parti Venstre de 1929 à 1932. Il est élu député au Parlement (le Folketing) à partir de 1935 puis est nommé en 1945 ministre de l'Agriculture jusqu'en 1947. En 1950, il dirige Venstre et est nommé Premier ministre le 30 octobre 1950 à la tête d'une coalition des libéraux, des conservateurs et du mouvement agraire.
Le 4 février 1953, il présente un projet de constitution pour le royaume de Danemark dans lequel l'un des points est le changement de statut du Groenland jusque-là territoire colonial avec en vue l'intégration à part entière du Groenland dans le royaume danois avec une représentation au Parlement. Il signe la nouvelle constitution en juin 1953. Après avoir échoué à former une nouvelle coalition de gouvernement, il préside en 1954 le Conseil nordique.

## Source
- Harris Lentz, Heads of states and governments since 1945, éd. Routledge 2013 p. 222  (ISBN 1-884964-44-3)